# Danity Kane
Danity Kane – amerykański girlsband wykonujący muzykę R&B należący do Bad Boy Records (Warner Music). Założony w trzeciej serii popularnego show Making the Band składał się z pięciu dziewcząt – Shannon Bex, Aundrei Fimbres, Aubrey O'Day, Dawn Richard i Wanity "D. Woods" Woodgette.
Zespół zakończył swoją działalność w roku 2009.

## Historia

### Making the Band 3
W roku 2005 raper i biznesmen Sean "Diddy" Combs wznowił produkcję programu Making the Band, który szuka girlsbandy składającego się z samych utalentowanych dziewcząt. W trzeciej serii show, do pomocy, "Diddy" zatrudnił trzech współpracowników: choreografkę Laurie Ann Gibson, trenera wokalnego Doca Holidaya oraz managera talentu Johnny'ego Wrighta, którzy byli odpowiedzialni za odnalezienie, spośród kilku miast Ameryki, dwudziestu potrafiących śpiewać i tańczyć młodych piosenkarek.
Kiedy w programie zostało osiemnaście uczestniczek, te wprowadziły się do mieszkania znajdującego się w Nowym Jorku. Po kilku tygodniach ćwiczeń śpiewu oraz tańca, promocyjnych występów oraz supportu przed koncertem znanego boysbandu Backstreet Boys z show zostało wyeliminowanych jedenaście potencjalnych dziewcząt mogących stworzyć Danity Kane.
8 grudnia 2005 roku, w czwartek, zostały wybrane obecne członkinie girlsbandy: Shannon Bex, Aundrea Fimbres, Aubrey O'Day, Dawn Richard i Wanita "D. Woods" Woodgette. W nagrodę za wygraną zespół uzyskał możliwość wydania na rynek muzyczny debiutancki krążek oraz promujące go single.

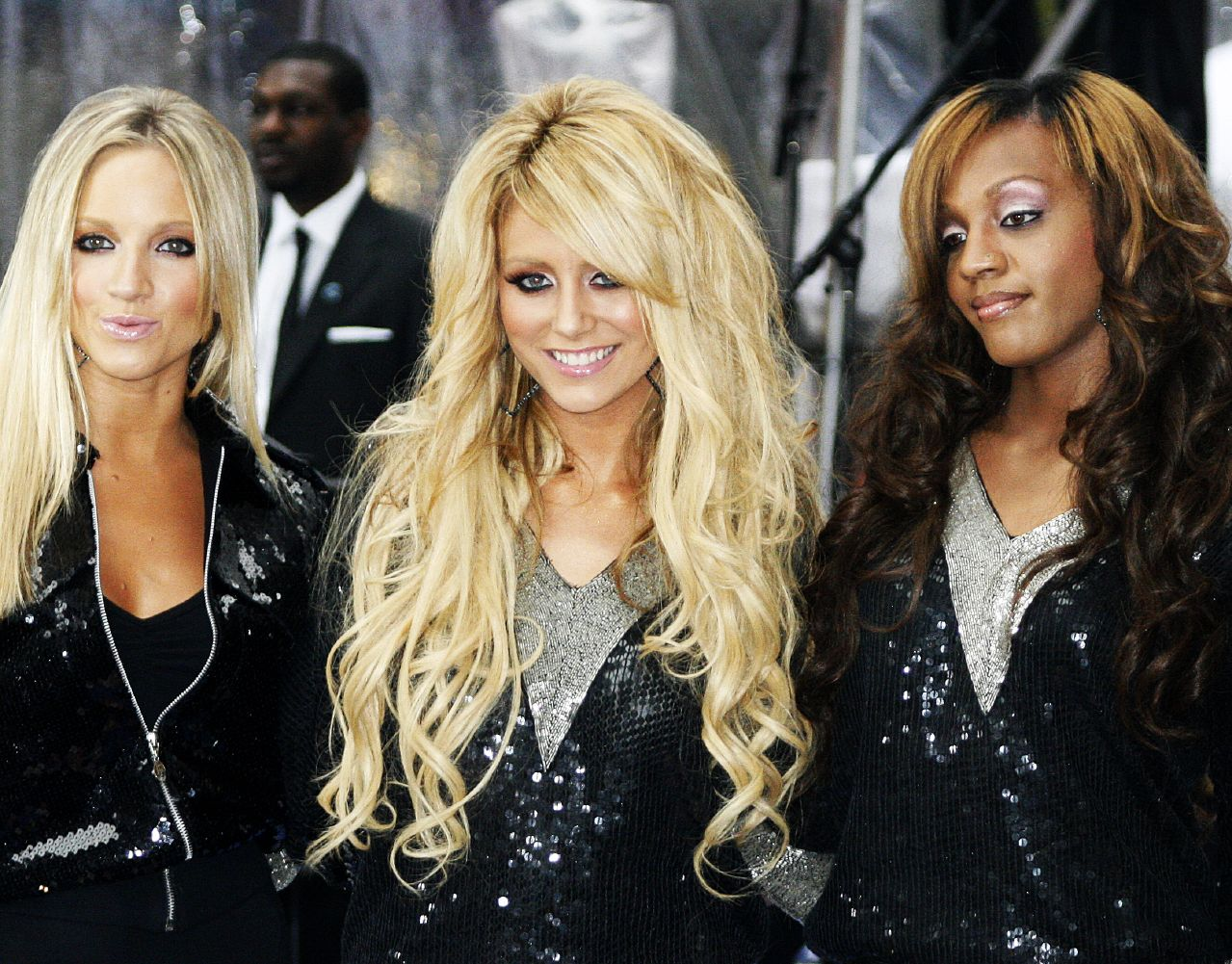
Członkinie zespołu Danity Kane (od lewej) Shannon Bex, Aubrey O'Day oraz Dawn Richard

### Danity Kane
Po kilku miesiącach nagrywania debiutanckiego albumu, "Danity Kane" (2006) ukazał się na rynku muzycznym 22 sierpnia 2006 roku w Stanach Zjednoczonych. Wyprodukowany przez Timbalanda, Scotta Storcha, Rodneya Jerkinsa, Maria Winansa oraz Ryana Lesliego, krążek sprzedał się w postaci 90 tys. egzemplarzy samym w dniu daty premiery i ponad 234 tys. kopii w ciągu tygodnia. Zadebiutował na pozycji 1. notowania Billboard 200 pokonując takie gwiazdy muzyki jak Christinę Aguilerę z krążkiem "Back to Basics", czy hip-hopowy duet OutKast. Longplay uzyskał status platynowej płyty od RIAA w listopadzie 2006 roku.
Główny singel z krążka, utwór "Show Stopper" wyprodukowany przez Jima Jonsina, ukazał się w systemie Airplay 4 sierpnia 2006 i zadebiutował na miejscu 17. notowania Billboard Hot 100, aby po kilku tygodniach znaleźć się na pozycji ósmej. Poza Stanami Zjednoczonymi utwór znalazł się w dwóch krajach w Top 30 tamtejszych, oficjalnych notowań (Niemcy, Litwa). Drugim singlem z albumu okazała się piosenka "Ride for You" wyprodukowana przez Bryana Michaela Coksa. Teledysk do utworu miał premierę podczas programu TRL stacji MTV 5 grudnia 2006. W tym samym czasie zespół wydał świąteczną piosenką "Home for Christmas" dla portalu internetowego iTunes Store. Obydwa single nie uzyskały sukcesu w USA nie zdobywając wysokich pozycji na tamtejszych notowaniach.
Aby promować swój debiutancki album, zespół stał się supportem trasy koncertowej Christiny Aguilery Back to Basics Tour od lutego do maja 2007 roku.

### Welcome to the Dollhouse
Podczas, gdy zespół promował się podczas kilku występów pod koniec 2007 roku, nagrał również piosenkę "2 of You", która początkowo miała pojawić się na oficjalnym soundtracku do filmu Step Up 2, jednak z planów zrezygnowano. Obecnie Danity Kane uczestniczy w czwartej serii programu Making the Band razem z zespołem DAY26 oraz Donnie J; artyści współpracują nad swoimi albumami pomagając sobie wzajemnie.
18 stycznia 2008 roku na oficjalnej stronie internetowej wytwórni Atlantic Records pojawił się formularz do głosowania na wybór pierwszego singla z nadchodzącego krążka girlsbandy, Welcome to the Dollhouse, który ukazać się ma 18 marca 2008. Spośród piosenek "Damaged" oraz "Pretty Boy" internauci wybrali tę pierwszą. Utwór oficjalnie w sprzedaży pojawił się 28 stycznia 2008 roku. Drugim singlem promującym krążek stała się kompozycja "Bad Girl" nagrana z gościnnym udziałem Missy Elliott.

## Dyskografia

### Albumy
| Tytuł                                                                | Informacje                                                                           | Sprzedaż i certyfikaty                                 | Pozycje na listach | Pozycje na listach | Pozycje na listach | Pozycje na listach | Pozycje na listach | Pozycje na listach | Pozycje na listach |
| Tytuł                                                                | Informacje                                                                           | Sprzedaż i certyfikaty                                 | US 200             | US R&B             | UK                 | IRL                | GER                | SWI                | UWC                |
| -------------------------------------------------------------------- | ------------------------------------------------------------------------------------ | ------------------------------------------------------ | ------------------ | ------------------ | ------------------ | ------------------ | ------------------ | ------------------ | ------------------ |
| Danity Kane                                                          | - Wydany: 22 sierpnia 2006 - Wytwórnia: Warner Music - Formaty: CD, digital download | - Certyfikat RIAA: Platyna                             | 1                  | 2                  | —                  | —                  | 50                 | 83                 | 5                  |
| Welcome to the Dollhouse                                             | - Wydany: 18 marca 2008 - Wytwórnia: Warner Music - Formaty: CD, digital download    | - Certyfikat RIAA: Złoto - Sprzedaż w USA: 500 tysięcy | 1                  | 1                  | —                  | —                  | —                  | —                  | 2                  |
| "—" oznacza, iż album się ukazał lecz nie zajął pozycji w notowaniu. |                                                                                      |                                                        |                    |                    |                    |                    |                    |                    |                    |

### Single
| Rok  | Singel                               | Pozycje na listach | Pozycje na listach | Pozycje na listach | Pozycje na listach | Pozycje na listach | Album                    |
| Rok  | Singel                               | US Hot 100         | US Pop 100         | GER                | AUT                | UWC                | Album                    |
| ---- | ------------------------------------ | ------------------ | ------------------ | ------------------ | ------------------ | ------------------ | ------------------------ |
| 2006 | "Show Stopper"                       | 8                  | 12                 | 27                 | 61                 | 34                 | Danity Kane              |
| 2006 | "Ride for You"                       | 78                 | 55                 | —                  | —                  | —                  | Danity Kane              |
| 2008 | "Damaged"                            | 10                 | 5                  | —                  | —                  | 26                 | Welcome to the Dollhouse |
| 2008 | "Bad Girl" (featuring Missy Elliott) | 110                | 85                 | —                  | —                  | —                  | Welcome to the Dollhouse |